# Kanton Blume
Der Kanton Blume bestand von 1807 bis 1813 im Distrikt Göttingen (Departement der Leine, Königreich Westphalen) und wurde durch das Königliche Decret vom 24. Dezember 1807 gebildet. Der Kanton war von den Umstruktierungen des Distrikts zur endgültigen Festsetzung des Zustands der Gemeinden im Departement der Leine vom 16. Juni 1809 kaum betroffen. Die Gemeinden Fürstenhagen und Bursfelde wurden abgespalten, die übrigen Dörfer erhielten Einzelmunizipalitäten, die Organisation blieb in der unten stehenden Form bestehen.

## Gemeinden
- Blume (Vorstadt von Hann. Münden)
- Gimte und Vorwerk Eichhof
- Hedemünden mit Weiler Ellerode
- Volkmarshausen, Hemeln, Bühren, Ellershausen, Wiershausen mit Schenke und Schäferei Hohenfelde, Lippoldshausen bis 1809 Fürstenhagen, Bursfelde